# Perossidi
I perossidi sono composti chimici caratterizzati dalla presenza di un gruppo funzionale formato da due atomi di ossigeno legati da un singolo legame covalente (O-O). Essi contengono un atomo di ossigeno in più rispetto agli ossidi corrispondenti, e dato  il legame covalente che li unisce, i due atomi di ossigeno hanno numero di ossidazione -1, a differenza del -2 tipico dell'ossigeno nella quasi totalità dei suoi composti. Sono composti diamagnetici.

## Classificazione dei perossidi
I perossidi si dividono principalmente in due categorie:
- Perossidi inorganici: composti che non contengono carbonio nella loro struttura. Un esempio comune è il perossido di idrogeno (H₂O₂), noto anche come acqua ossigenata.[2]
- Perossidi organici: composti che contengono il gruppo perossido legato a gruppi organici. Questi sono utilizzati in vari processi industriali, come la produzione di polimeri e materiali da costruzione. [3]

## Proprietà
I perossidi inorganici in soluzione sono instabili e si decompongono liberando ossigeno gassoso. Miscele di perossidi possono risultare altamente esplosive. 
L'ossigeno molecolare liberato agisce da ossidante e questo ha favorito lo sviluppo commerciale dei perossidi più stabili nel mercato dei detergenti con attività sbiancante e disinfettante (basta pensare ai  i percarbonati e i perborati) come alternativa ai candeggianti.
L'idrogenoperossocarbonato di potassio di formula K[(HOO)C(O)2] H2O2 è il perossido che rilascia la quantità maggiore di ossigeno, il 21,3% in peso, maggiore di altri composti commerciali come il perborato di sodio che arriva solo al 16%.
In recipienti contenenti solventi eterei che rimangono chiusi per tempi di qualche anno si può verificare la formazione di perossidi sulle pareti o nel tappo. La sola apertura del recipiente potrebbe provocare un'esplosione dello stesso, resa ancora più pericolosa dall'estrema infiammabilità del solvente in questione.